# Anaheim Ducks
Anaheim Ducks eeste o echipă profesionistă americană de hochei pe gheață cu sediul în Anaheim, California. Ducks face parte din Divizia Pacific a Conferinței de Vest din NHL și își joacă meciurile de pe teren propriu la Honda Center.
Echipa a fost înființată în 1993 de Walt Disney Company sub numele de Mighty Ducks of Anaheim, nume bazat pe filmul din 1992 Băieții de la Mighty Ducks. În 2005, Disney a vândut franciza lui Henry și Susan Samueli, care, împreună cu managerul general de atunci, Brian Burke, au schimbat numele echipei în Anaheim Ducks înainte de sezonul 2006-2007.